# Mimosa pueblensis
Mimosa pueblensis är en ärtväxtart som beskrevs av R.Grether. Mimosa pueblensis ingår i släktet mimosor, och familjen ärtväxter. Inga underarter finns listade i Catalogue of Life.